# Bernard Georg Haase
Bernard Georg Haase (Altleis, 14 oktober 1910 – Bensberg, 9 september 1968) was een medewerker van de S.D., een van de Duitse politieorganisaties onder het gezag van Heinrich Himmler en het Reichssicherheitshauptamt in Berlijn. Haase was de commandant van het Groningse Scholtenhuis, een berucht Duits politiebureau.
Vergeleken met zijn onbehouwen en sadistische ondergeschikten als zijn tweede man Ernst Knorr, Robert Wilhelm Lehnhoff, en de beul Peter Schaap was de hoogopgeleide Haase nog enigszins menselijk te noemen. Hij kwam door zijn gematigde houding eerst in conflict met Lehnhof en Knorr die hem een zwakkeling vonden. Zij schoten het raam van zijn werkkamer kapot om hun chef zo tegen de Groningse bevolking op te zetten.
Dat heeft niet de gewenste uitwerking gehad. Haase hield zich dan wel doof voor het geschreeuw en gejammer van de verdachten die in het Scholtenhuis soms werden doodgemarteld, hij liet ook spoorwegstakers vrij en liet Groningers die na de spertijd nog op straat werden aangetroffen met een waarschuwing naar huis gaan. Opdrachten van hogerhand waarin Rauter, Seyss-Inquart en zijn meesters in Berlijn steeds strenger en wreder optreden bevalen negeerde hij.
Zo kon het gebeuren dat Haase in 1945 voor straf naar het front werd gestuurd. Ook daar liet hij, in de omgeving van Lochem, gevangenen vrij. In zijn rechtszaak werd bewezen dat hij verantwoordelijk was voor 46 moorden. De verdediging kwam met een aantal ontlastende verklaringen en voerde aan dat Haase 36 mensen heeft vrijgelaten en, waarschijnlijk, het leven heeft gered.
De rechter veroordeelde Haase desondanks tot de doodstraf. Deze was in 1951 nog niet uitgevoerd. Koningin Juliana wilde geen verantwoordelijkheid meer dragen voor doodvonnissen. en traineerde de vorming van een nieuw kabinet totdat er in Leendert Antonie Donker een Minister van Justitie werd gevonden die de overgebleven terdoodveroordeelden gratie wilde verlenen.
De doodstraf werd in januari 1952 in levenslang omgezet, en Haase werd in 1959 zelfs vrijgelaten. Hij keerde terug naar Duitsland waar hij op 9 september 1968 aan een hartinfarct overleed.